# Susquehanna Depot
Susquehanna Depot és una població dels Estats Units a l'estat de Pennsilvània. Segons el cens del 2000 tenia 1.690 habitants.

## Demografia
Segons el cens del 2000, Susquehanna Depot tenia 1.690 habitants, 633 habitatges, i 427 famílies. La densitat de població era de 893,9 habitants/km².
Dels 633 habitatges en un 37,4% hi vivien nens de menys de 18 anys, en un 45,8% hi vivien parelles casades, en un 15,5% dones solteres, i en un 32,5% no eren unitats familiars. En el 28,4% dels habitatges hi vivien persones soles el 14,1% de les quals corresponia a persones de 65 anys o més que vivien soles. El nombre mitjà de persones vivint en cada habitatge era de 2,53 i el nombre mitjà de persones que vivien en cada família era de 3,06.
Per edats la població es repartia de la següent manera: un 28,5% tenia menys de 18 anys, un 7,5% entre 18 i 24, un 27,3% entre 25 i 44, un 19,8% de 45 a 60 i un 16,9% 65 anys o més.
L'edat mediana era de 36 anys. Per cada 100 dones de 18 o més anys hi havia 86,3 homes.
La renda mediana per habitatge era de 27.328$ i la renda mediana per família de 31.522$. Els homes tenien una renda mediana de 29.327$ mentre que les dones 18.173$. La renda per capita de la població era de 13.654$. Entorn del 18,4% de les famílies i el 22,3% de la població estaven per davall del llindar de pobresa.

## Poblacions més properes
El següent diagrama mostra les poblacions més properes.